# 司竹镇
司竹镇，是中华人民共和国陕西省西安市周至縣下辖的一个乡镇级行政单位。
地处周至县东北，黑河沿岸。东与终南镇接壤，南与楼观镇相连，西与富仁镇为邻、北与富仁镇隔黑河相望，总面积33.6平方千米。

## 行政区划
司竹镇下辖以下地区：
北司竹村、龙泉村、南淇水村、六家村、北淇水村、油坊头村、新庙村、马坊村、宋家村、马村、李旺寨村、中合村、李家庄村、骆驼营村、王唐村、竹护村、红丰村、金官村、南司竹村和阿岔村。